# Canthidium titschacki
Canthidium titschacki är en skalbaggsart som beskrevs av Vladimir Balthasar 1939. Canthidium titschacki ingår i släktet Canthidium och familjen bladhorningar. Inga underarter finns listade.